# Hospital Regional de Assis
O Hospital Regional de Assis é um hospital estatal de Assis.

## Histórico
Em 1970 surge a necessidade de criar um hospital para suprir o déficit de leitos hospitalares da cidade de Assis, sendo levantados fundos para sua construção pelo Rotary Club local. Em 1988, após 16 anos de construção, essas entidades filantrópicas entregam o hospital com 75% da obra construída para o Governo do Estado de São Paulo. O Hospital Regional de Assis "Dr. Joelson Leal Lisboa" é inaugurado e aberto para atendimento da população em 21/09/1991, sendo regulamentado pelo Decreto Lei 33.380 de 23/09/1991, que cria sua estrutura. 
Em 2001, o Hospital Regional de Assis atende unicamente aos usuários do SUS, compreendendo a população do 25 municípios de abrangências da DIR VIII. Em 2002 é celebrado Termo de Cooperação Técnica entre a Secretaria de Saúde de São Paulo e a Faculdade de Medicina de Marília.. O HRA dispõe de um total de 115 leitos de internação hospitalar nas diversas especialidades.
O Hospital Regional de Assis em uma avaliação do SUS (Sistema Único de Saúde) em 9º lugar em uma pesquisa que ouviu 158 mil pacientes que passaram por internações e exames em 630 estabelecimentos conveniados.